# Heinrich-Schütz-Platz
Der Heinrich-Schütz-Platz ist ein Stadtplatz im Leipziger Ortsteil Südvorstadt, benannt nach dem Komponisten Heinrich Schütz (1585–1672). Der Platz, ein Schmuckplatz mit gestalteter Grünfläche, steht unter Denkmalschutz.

## Lage

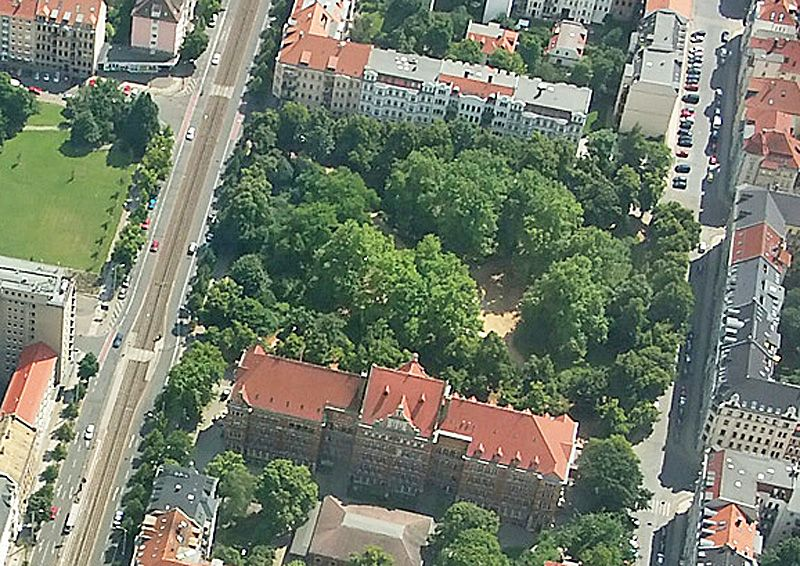
Der Platz von Norden (2008)

Der Heinrich-Schütz-Platz liegt zentral im Wohngebiet der Leipziger Südvorstadt zwischen Karl-Liebknecht- und Kochstraße (Ost-West) sowie Scharnhorst- und Hardenbergstraße (Nord-Süd).
Entlang der Koch- und der Hardenbergstraße reihen sich Wohnhäuser aus der Gründerzeit, die sämtlich unter Denkmalschutz stehen. Im Norden steht das Immanuel-Kant-Gymnasium; die Scharnhorststraße davor ist für den Verkehr gesperrt. Auf der Gegenseite der Karl-Liebknecht-Straße liegt die Wiesenfläche des Alexis-Schumann-Platzes, wo bis zum Zweiten Weltkrieg die Andreaskirche stand.

## Gestaltung

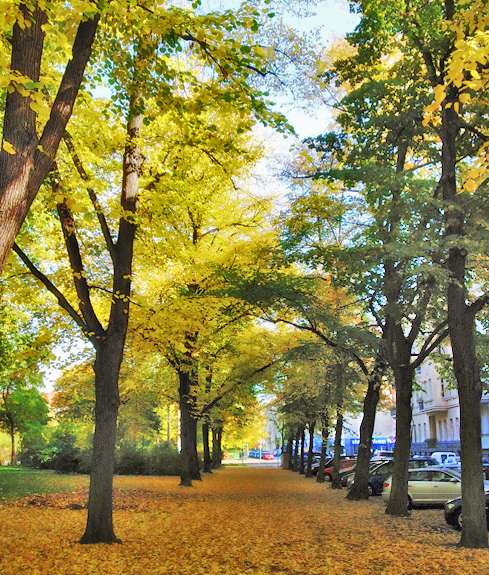
Randweg (2016)

Der 0,94 Hektar große Platz wird von zwei breiten diagonalen Fußwegen durchzogen. Um ihren Kreuzungspunkt in der Platzmitte befindet sich ein Kinderspielplatz mit verschiedenen Spielgeräten und Bänken. An der Nordseite gegenüber der Schule enthält ein Aufenthaltsbereich für die Schüler Spiel- und Sitzgelegenheiten.
Der historische Baumbestand ist weitgehend erhalten. Über die Platzfläche verteilt stehen 14 Platanen, deren Pflanzdaten zwischen 1890 und 1920 liegen. Um den Platz führen als Promenade breite Randwege mit Doppelreihen von Linden, von denen die meisten von 1930 stammen. Einige Exemplare von Akazie, Robinie, Ahorn und Hänge-Silberlinden vervollständigen den Baumbestand, wobei die Letzteren als Spendenbäume neu gepflanzt wurden.

## Geschichte

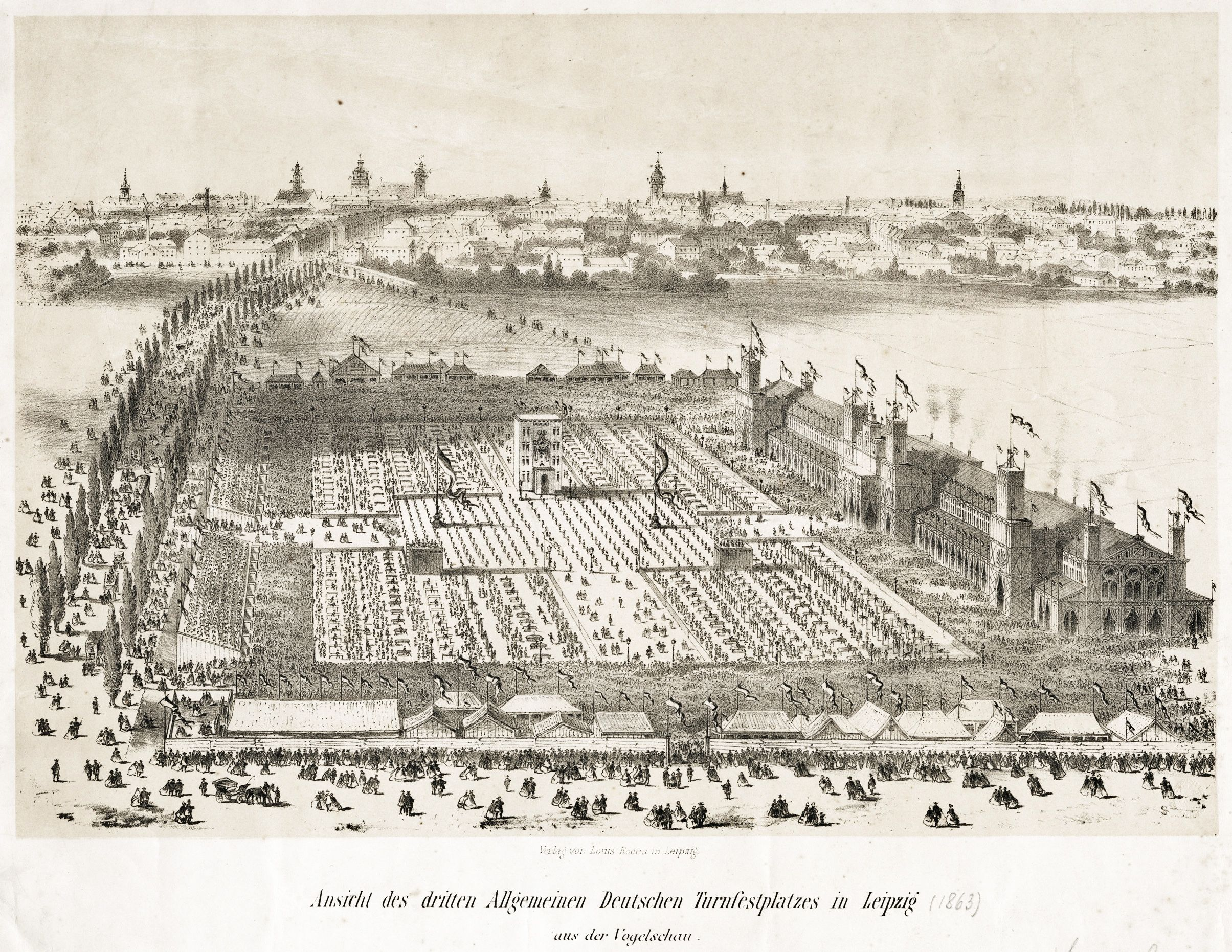
Festplatz des Allgemeinen Deutschen Turnfests 1863 im Bereich des heutigen Heinrich-Schütz-Platzes

1863 fand in Leipzig das Dritte Allgemeine Deutsche Turnfest mit etwa 20.000 Teilnehmern statt. Dazu wurde außerhalb der Stadt an der nach Connewitz führenden Chaussee (heute Kochstraße) in Höhe des heutigen Heinrich-Schütz-Platzes ein 5,7 ha großer Festplatz angelegt, dessen Aufbauten nach dem Fest wieder rückgebaut wurden.
Im Folgejahr begann die Bebauungsplanung für die Südvorstadt, auf die die heutige schachbrettartige Struktur mit eingestreuten freien Plätzen zurückgeht. Auch ein Teil des ehemaligen Festplatzes wurde ein solcher Platz. 1884 errichtete der Architekt Hugo Licht (1841–1923) an der Nordseite dieses Platzes die 8. Bezirksschule (heute Gymnasium). Die Straße davor erhielt 1885 den Namen Scharnhorststraße und der Platz wurde zum „Platz an der Scharnhorststraße“.
1890 legte der Ratsgärtner der Stadt Otto Wittenberg (1834–1918) einen Plan zur Gestaltung des Platzes vor, die 1892 realisiert wurde und wie sie in Bezug auf Wege- und Baumverteilung in etwa heute noch anzutreffen ist.
1935 wurde ein Bach-Händel-Schütz-Jahr zu den 250. beziehungsweise 350. Geburtstagen der Komponisten begangen. Zu diesem Anlass erhielt der Platz seinen jetzigen Namen.
Sein zeitgleich angelegter, östlich jenseits der heutigen Karl-Liebknecht-Straße angrenzender „Zwillingsbruder“-Platz war bis 1958 Standort der kriegsbeschädigten Andreaskirche, dann wurde sie gesprengt. Dieser östliche Platzteil erhielt 1931 den Namen Alexis-Schumann-Platz nach dem ersten Pfarrer der Andreasgemeinde.
Während der DDR-Zeit wurden die Diagonalwege aufgegeben und eine die Mitte abschirmende Mauer errichtet. Durch die Restaurierung im Jahr 2000 wurde der ursprüngliche Zustand wiederhergestellt.